# Sinularia exilis
Sinularia exilis is een zachte koraalsoort uit de familie Alcyoniidae. De koraalsoort komt uit het geslacht Sinularia. Sinularia exilis werd in 1970 voor het eerst wetenschappelijk beschreven door Tixier-Durivault. 